# Raveniola guangxi
Espèce
Synonymes
- Sinopesa guangxi Raven & Schwendinger, 1995

Raveniola guangxi est une espèce d'araignées mygalomorphes de la famille des Nemesiidae.

## Distribution
Cette espèce est endémique du Guangxi en Chine,. Elle se rencontre vers Liuzhou.

## Description
Le mâle holotype mesure 12 mm.

## Systématique et taxinomie
Cette espèce a été décrite sous le protonyme Sinopesa guangxi par Raven et Schwendinger en 1995. Elle est placée dans le genre Raveniola par Zonstein et Marusik en 2012.

## Étymologie
Son nom d'espèce lui a été donné en référence au lieu de sa découverte, Guangxi.

## Publication originale
- Raven & Schwendinger, 1995 : Three new mygalomorph spider genera from Thailand and China (Araneae). Memoirs of the Queensland Museum, vol. 38, no 2, p. 623-641 (texte intégral).